# Johan Fälemark
Johan Fälemark, född 10 augusti 1964 i Falun, är en svensk filmproducent.
Fälemark bedrev filmstudier i USA och därefter har han studerat vid Nordisk Filmskola och Filmakademin i Göteborg.  

## Producent i urval
- 1997 – Flickan och dimman
- 1998 – Den 8:e sången
- 2000 – Före stormen
- 2003 – Tillfällig fru sökes
- 2003 – Lejontämjaren
- 2004 – Tillträde förbjudet
- 2005 – Sex, hopp & kärlek
- 2007 – Irene Huss: Tatuerad torso